# Carnach
Carnach (en gaèlic escocès: Càrnach) és un llogarret remot a la riba nord-oest del Little Loch Broom dins de Ross-shire, als highlands escocesos i és en l'àrea del consell dels Highlands. Es localitza en el històric comtat de Cromartyshire.
El llogarret és únicament accessible per barca des de l'espigó de Badluarach, o amb un passeig d'una milla des del poble de Badrallach a l'est. Ullapool està localitzat a l'altre costat del Loch Broom.